# Пелопонез
Пелопонез (грч. Πελοπόννησος) је велико полуострво на југу Грчке, јужно од Коринтског залива. Чине га периферије:
- Атика
- Пелопонез
- Западна Грчка

## Географија
Пелопонез заузима површину од 21.549 km². Чини га најјужнији део континенталне Грчке, иако је данас практично острво после изградње Коринтског канала 1893. На два места је повезан са остатком Грчке, природним путем, преко Коринтске превлаке и вештачки, мостом Рио-Антирио који је изграђен 2004).
Полуострво је у унутрашњости планинско са дубоко усеченим обалама. Највиша планина је Килини са највишим врхом од 2.376 m. Пелопонез има четири мања полуострва окренута југу: Месенију, Мани, Епидаурус и Арголиду.
Поред пелопонеске обале леже две групе острва: Арго-саронска острва, на истоку и Јонска острва, на западу. Острво Китера, близу полуострва Епидаурус на југу, сматра се делом Јонских острва.

## Историја
Полуострво је било настањено још од преисторијских времена. Његово данашње име потиче из грчке митологије, посебно из легенде о Пелопсу који је владао овим подручјем. Име Пелопонез значи „Пелопсово острво”. У средњем веку острво је било познато као Мореја. Према народној етимологији, назив су му дали крсташи јер је било густо обрасло дудовим дрвећем (грч. Μωρέας или Μωριάς) које се користило у производњи свиле. Пошто су ту живели и Словени, могућа етимологија, као и у случају Морлака је од мора. Такву етимологију ове речи, иако словенофоб, је заступао и тиролски путник, новинар, политичар и историчар Jakob Philipp Fallmerayer.
Прва већа грчка цивилизација, егејска или микенска цивилизација, доминирала је Пелопонезом у бронзаном добу с упориштем у Микени на североистоку полуострва. У класично античко доба, Пелопонез је био средиште свих дешавања у класичној Грчкој, на њему су се налазили најмоћнији градови — државе, а ту су вођене и најкрвавије битке. Ту су били градови Спарта, Коринт, Арг и Мегалополис, а била је и седиште Пелопонеске лиге. Полуострво је било умешано у Грчко-персијски рат, а било је и поприште Пелопонеског рата од 431—404. п. н. е. Освојила га је Римска република 146. п. н. е. и тада је постала провинција Ахаја.
Пелопонез је пуних двеста осамнаест година (од 587. до 805. године) био под словенском влашћу, а насељавала су га племена Језераца и Милинга. Покоравање Словена на тлу данашње Грчке и њихова поступна хеленизација почели су под крај 8. века, а најзначајнији фактори у хеленизацији Словена били су црква, са грчким богослужбеним језиком, одсуство јачих словенских држава или племенских савеза и удаљеност од других Словена у Европи.
Потом су Пелопонезом владали Византинци, мада су многе делове полуострва освојили Млечани и Франци. Франци су основали Кнежевину Ахају на северној половини полуострва 1205, док су Млечани основали већи број лука дуж обале, као што су Монемвасија, Пил и Корони, које су трајале до 15. века. Византинци су држали контролу над јужним делом полуострва, којим су владали из утврђеног града Мистра близу Спарте. Град је цветао од средине 13. до средине 15. века, када су османски Турци заузели Пелопонез, између 1458—1460. Млечани су заузели делове полуострва између 1699—1718, али је турска власт иначе била стабилна уз спорадичне побуне на полуострву Мани, најјужнијем делу Пелопонеза.
Становници Пелопонеза играли су најважнију улогу у грчком рату за независност — рат је у ствари и почео на Пелопонезу под вођством Колокотрониса Теодороса, када су побуњеници заузели Каламату 23. марта 1821. Одлучујућа битка код Наварина водила се близу Пила на западној обали Пелопонеза, а град Нафплио на источној обали постао је седиште првог парламента независне Грчке.
За време 19. и 20. века, овај регион је био прилично заостао и сиромашан тако да је велики број становника отишао у градове, нарочито у Атину, и друге земље, нарочито у САД и Аустралију. Тешко је погођен у првом и Другом светском рату. Ствари су се мало поправиле, нарочито кад је Грчка ушла у Европску унију 1981. године и с развојем туризма. Међутим, Пелопонез је и даље најсиромашнији део Грчке. Он је познат као најтрадиционалнији и најконзервативнији регион Грчке и упориште десничарске партије Нова демократрија.

## Градови
Највећи модерни градови на Пелопонезу су:
- Патра (169.242 становника)
- Каламата (54.065 становника)
- Коринт (30.434 становника)
- Триполи (28.976 становника)
- Арг (25.068 становника)
- Пирг (24.765 становника)
- Егион (21.966 становника)
- Спарта (16.473 становника)
- Нафплио (13.124 становника)

## Археолошка налазишта
Пелопонез има многе важне археолошке локалитете који потичу од Бронзаног доба до средњег века. Најпознатији су:
- Епидаур (грч. Επίδαυρος) древни религијски и здравствени центар
- Олимпија (седиште Олимпијских игара)
- Месена (антички град)
- Монемвасија (средњовековни град-тврђава)
- Микена (град-тврђава егејске цивилизације]])
- Тегеја (древни верски центар)
- Тиринс (древно утврђено насеље)
- Мистра (средњовековни град у близини Спарте)

## Политичка организација
Пелопонеско полуострво је издељено на више округа, које се налазе у три одвојене периферије.
- Атика

Острва (делови округа су део Пелопонеза)
- Пелопонез

Аркадија
Арголис
Коринтија
Лаконија
Месинија
- Западна Грчка

Ахаја
Илија